# لومنیستا، رکوواتس
لومنیستا (به صربی: Lomnica) یک روستا در صربستان است.